# Maxim Sozontovič Berezovskij
Maksym Sozontovyč Berezovský (ukrajinsky Макси́м Созо́нтович Березо́вський, 1745 v Hluchivě, Kozácký hetmanát – 1777 v Petrohradě, Rusko) byl ukrajinský hudební skladatel, působící převážně v Petrohradě, tehdejším hlavním městě Ruského impéria, s několikaletou pracovní cestou v Itálii. Společně se svým krajanem Dmitrijem Stěpanovičem Bortňanským je považován za zakladatele klasického typu ruského sborového vokálního koncertu.

## Život

### Dětství
Maksym Berezovský se narodil 16. (podle starého kalendáře 27.) října 1745 v Hluchivě v tehdejším nezávislém Kozackém hetmanátu na Levobřežní Ukrajině (dnešní Sumská oblast, Ukrajina) v ukrajinské kozácké rodině,. Otec budoucího skladatele byl zámožný ukrajinský šlechtic. Přesné místo narození Maksyma Sozontovyče není zcela známo, nicméně dětství prožil v Hluchivě na Sumsku v rezidenci kozáckého Hejtmana hraběte Razumovského, kde se malému Maksymovi dostalo vzdělání ve slavné pěvecké škole, založenou za Hejtmana Daniela Pavloviče Apostola.

### Hudební vzdělání
Dalšího vzdělání se mu dostalo v Kyjevsko-mogiljanské akademii, kde napsal své první skladby kantiky, které brzy vešly v obecnou známost. Díky svému ušlechtilému basu se roku 1758 stal sólovým zpěvákem dvorní kapely ruského velkoknížete Petra Fjodoroviče, budoucího cara Petra III., v Oranienbaumu (dnešním městě Lomonosov jižně od Sankt-Petěrburgu). Od roku 1759 účinkoval v prováděných italských operách. Když v roce 1761 na carský trůn usedl Petr III., byl Maksym Berezovský přidělen do italské dvorní skupiny, kde měl možnost zdokonalovat se v hudebním umění mezi italskými pěvci a skladateli, kteří v té době sloužili u carského dvora.
Roku 1763 se Maksym oženil s dcerou hornisty dvorní kapely, Francinou Überschärovou, absolventkou oranienbaumské divadelní školy, tanečnicí dvorního divadla.
V 60. letech 18. století Berezovský, již jako carský dvorní hudebník, napsal řadu sborových koncertů duchovní hudby. Jeho kompoziční mistrovství si získalo mnoho pochvalných ohlasů současníků skladatele, kteří chválili jeho vkus a melodičnost skladeb. V „Dějinách ruské hudby“ stojí, že sborový koncert klasického typu M. Berezovského spojuje tradice národního duchovního zpěvu a cappella (tzn. bez doprovodu nástrojů) se zpěvem italských sborových škol. Díky vlivu půsoební italských mistrů působících v Ruském impériu v 60. letech 18. století, se Berezovský zdokonalil v umění skladby a je považován za prvního autora sborových kantát.

### Boloňská akademie
Na jaře roku 1769 byl Berezovský vyslán na boloňskou filharmonickou akademii, kde zůstal až do roku 1771. Tato nejprestižnější škola tehdejší doby od 17. století připravovalo hudebníky z celé Evropy. Důvěra v mistrovství absolventů akademie se zakládalo na vysoké úrovni výuky a pedagogické autoritě jejího ředitele, vynikajícího skladatele Giovanniho Battisty Martiniho, zvaného Padre Martini, kterého jeho současníci nazývali „bohem hudby“. On byl také učitelem Berezovského.
Získání akademického titulu předpokládalo nejen absolvování tří stupňů výuky, ale také složení zkoušek. To spočívalo ve zkomponování hudební skladby. Berezovský dostal zadání napsat polyfonní (mnohohlasou) skladbu v určitém stylu na dané téma. Tuto zkoušku roku 1771 na Boloňské filharmonické akademii úspěšně zakončil a stal se skladatelem-akademikem V týž den skládal zkoušku také český skladatel Josef Mysliveček, a rok poté také mladý Wolfgang Amadeus Mozart, který se rovněž stal akademikem.
Roku 1771 Berezovský získal status zahraničního člena boloňské akademie. Tento titul cizince opravňoval pracovat jako maestro di cappella. Berezovského protokolární autorský list „antifona“, s podpisem „Massimo Berezovsky“, je dodnes uložena v archivu akademie.

### Poslední roky a smrt
Svědectví o posledních letech života Berezovského si protiřečí. Podle prvního životopisu od metropolity Jevgenije (Bolchovitinova) prý skladatel „upadl do hypochondrie“ a „podřezal se“ v návalu blouznění při horečce. Jiné životopisy vysvětlovaly sebevraždu Berezovského známostí s, v nemilost upadnuvší, kněžnou Tarakanovou. Současná životopiskyně skladatele M. G. Rycarevová tuto verzi posledních let života skladatele odmítá. Poukazuje na to, že se do Ruska Berezovský vrátil až dva roky poté, co byla kněžna Tarakanovová uvězněna, a verze o sebevraždě se poprvé objevuje až v knihách metropolity Jevgenije až ve druhém desetiletí 19. století. Podle Rycarevové Berezovskij v březnu 1777 onemocněl horečkou, která byla nakonec také příčinou jeho smrti 2. dubna (22. března) 1777.